# Квадратный паркет
| Квадратная мозаика            | Квадратная мозаика |
| ----------------------------- | --- |
|                               | |
| Тип                           | Правильная мозаика |
| Конфигурация граней           | 4.4.4.4 (или 44) \| |
| Конфигурация граней           | V4.4.4.4 (или V44) |
| Символ Шлефли                 | {4,4} {\displaystyle \{\infty \}\times \{\infty \}} |
| Символ Витхоффа               | 4 \| 2 4 |
| Диаграммы Коксетера — Дынкина | node_1 · 4 · node · 4 · node · node_1 · 4 · node · 4 · node_1 · node · 4 · node_1 · 4 · node · node_1 · infin · node · 2 · node_1 · infin · node · node_1 · infin · node_1 · 2 · node_1 · infin · node · node_1 · infin · node_1 · 2 · node_1 · infin · node_1 |
| Симметрия                     | p4m, [4,4], (*442) |
| Симметрия вращения            | ], p4, [4,4]+, (442)\| |
| Двойственная мозаика          | самодвойственны |
| Свойства                      | вершинно транзитивная гране транзитивная рёберно транзитивная |

Квадра́тный парке́т, квадратный паркетаж, квадратная мозаика
или квадратная решётка — это замощение плоскости равными квадратами, расположенными сторона к стороне, при этом вершины четырёх смежных квадратов находятся в одной точке. Символ Шлефли мозаики — {4,4}, означающий, что вокруг каждой вершины имеется 4 квадрата.
Конвей называл эту мозаику quadrille (кадриль).
Внутренний угол квадрата составляет 90 градусов, так что четыре квадрата в вершине дают полный угол в 360 градусов. Мозаика является одной из трёх правильных мозаик на плоскости. Другие две — треугольная мозаика и шестиугольная мозаика.

## Однородные раскраски
Существует 9 различных однородных раскрасок квадратной мозаики. Цвета 4 квадратов по индексам цвета вокруг вершины: 1111, 1112(i), 1112(ii), 1122, 1123(i), 1123(ii), 1212, 1213, 1234. Помечены через (i) случаи с простой зеркальной симметрией и через (ii) случаи со скользящей зеркальной симметрией. Три из этих вариантов можно рассматривать в той же фундаментальной области как редуцированные раскраски — 1112i получается из 1213, 1123i из 1234, а 1112ii из 1123ii.
|             |             |            |            |             |
| p4m (*442)  | p4m (*442)  | p4m (*442) | p4m (*442) | pmm (*2222) |
| 1234        | 1123i       | 1123ii     | 1112ii     |             |
|             |             |            |            |             |
| pmm (*2222) | pmm (*2222) | cmm (2*22) | cmm (2*22) |             |

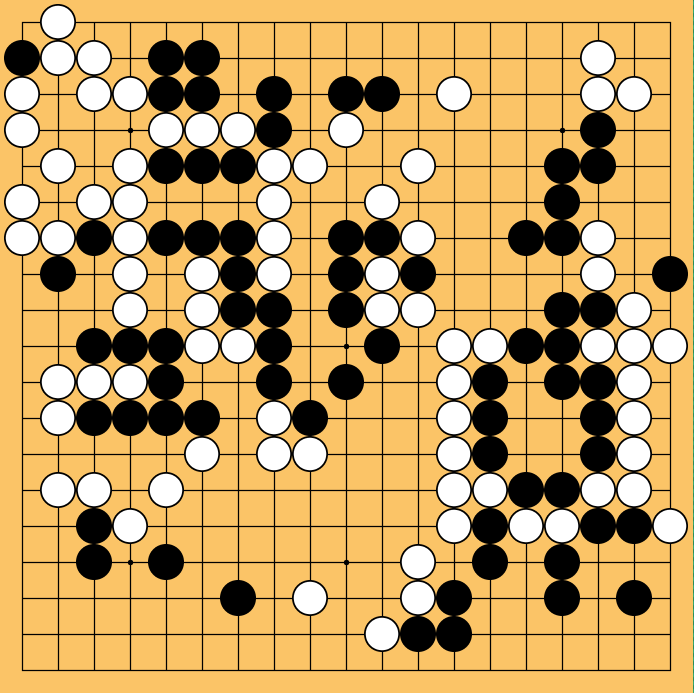
Доска Го с камнями

Шахматная раскраска (цвета 1212) является основой для многих игр и головоломок, например, поле шахматной доски представляет собой квадратный паркет, также и для многих других игр на клетчатом поле, кроссвордов, полимино, модели «Жизнь» и других двумерных клеточных автоматов и т. п.
Доска одного цвета (цвета 1111) используется, например, в игре Го.

## Связанные многогранники и мозаики
Эта мозаика топологически является частью последовательности правильных многогранников и мозаик, продолжающейся в гиперболической плоскости: {4,p}, p=3,4,5…
| · {4,3} · | · {4,4} · | · {4,5} · | · {4,6} · | · {4,7} · | · {4,8}... · | · {4,∞} · |

Квадратная мозаика являются частью последовательности правильных многогранников и мозаик, имеющих четыре грани на вершину. Последовательность начинается с октаэдра, символы Шлефли последовательности — {n,4}, а диаграммы Коксетера —
 при n, стремящемся к бесконечности.
| Варианты симметрии *n42 правильных мозаик {n,4} | Варианты симметрии *n42 правильных мозаик {n,4} | Варианты симметрии *n42 правильных мозаик {n,4} | Варианты симметрии *n42 правильных мозаик {n,4} | Варианты симметрии *n42 правильных мозаик {n,4} | Варианты симметрии *n42 правильных мозаик {n,4} | Варианты симметрии *n42 правильных мозаик {n,4} | Варианты симметрии *n42 правильных мозаик {n,4} |
| Сферические                                     | Сферические                                     | Евклидовы                                       | Гиперболические мозаики                         | Гиперболические мозаики                         | Гиперболические мозаики                         | Гиперболические мозаики                         | Гиперболические мозаики                         |
| ----------------------------------------------- | ----------------------------------------------- | ----------------------------------------------- | ----------------------------------------------- | ----------------------------------------------- | ----------------------------------------------- | ----------------------------------------------- | ----------------------------------------------- |
|                                                 |                                                 |                                                 |                                                 |                                                 |                                                 |                                                 |                                                 |
| 24                                              | 34                                              | 4                                               | 54                                              | 64                                              | 74                                              | 84                                              | ...∞4                                           |

| Мозаика Конф. | V4.3.4.3 | V4.4.4.4 | V4.5.4.5 | V4.6.4.6 | V4.7.4.7 | V4.8.4.8 | V4.∞.4.∞ | V4.∞.4.∞ |

| Расширенные тела         |          |          |          |          |          |          |          |
| Конфиг.                  | 3.4.4.4  | 4.4.4.4  | 5.4.4.4  | 6.4.4.4  | 7.4.4.4  | 8.4.4.4  | ∞.4.4.4  |
| Ромбические тела конфиг. | V3.4.4.4 | V4.4.4.4 | V5.4.4.4 | V6.4.4.4 | V7.4.4.4 | V8.4.4.4 | V∞.4.4.4 |

## Построение Витхоффа из квадратной мозаики
Подобно однородным многогранникам существует восемь однородных мозаик, имеющих в основе правильную квадратную мозаику.
Рисуя оригинальные грани красным цветом, оригинальные вершины жёлтым, а оригинальные рёбра синим, получим 8 различных мозаик. Однако существует только три топологически различных мозаики — квадратная мозаика, усечённая квадратная мозаика и плосконосая квадратная мозаика.
| node_1 · 4 · node · 4 · node  | node_1 · 4 · node_1 · 4 · node   | node · 4 · node_1 · 4 · node  | node · 4 · node_1 · 4 · node_1   | node · 4 · node · 4 · node_1  | node_1 · 4 · node · 4 · node_1   | node_1 · 4 · node_1 · 4 · node_1    | node_h · 4 · node_h · 4 · node_h    | node · 4 · node_h · 4 · node_h   |
|                               |                                  |                               |                                  |                               |                                  |                                     |                                     |                                  |
| {4,4}                         | t{4,4}                           | r{4,4}                        | t{4,4}                           | {4,4}                         | rr{4,4}                          | tr{4,4}                             | sr{4,4}                             | s{4,4}                           |
| Uniform duals                 |                                  |                               |                                  |                               |                                  |                                     |                                     |                                  |
| node_f1 · 4 · node · 4 · node | node_f1 · 4 · node_f1 · 4 · node | node · 4 · node_f1 · 4 · node | node · 4 · node_f1 · 4 · node_f1 | node · 4 · node · 4 · node_f1 | node_f1 · 4 · node · 4 · node_f1 | node_f1 · 4 · node_f1 · 4 · node_f1 | node_fh · 4 · node_fh · 4 · node_fh | node · 4 · node_fh · 4 · node_fh |
|                               |                                  |                               |                                  |                               |                                  |                                     |                                     |                                  |
| V4.4.4.4                      | V4.8.8                           | V4.4.4.4                      | V4.8.8                           | V4.4.4.4                      | V4.4.4.4                         | V4.8.8                              | V3.3.4.3.4                          | V3.3.4.3.4                       |

## Топологически эквивалентные мозаики
Другие четырёхугольные мозаики могут быть топологически эквивалентны квадратным мозаикам (4 четырёхугольника при каждой вершине).
Изоэдральные мозаики имеют одинаковые грани (транзитивность по граням) и они вершинно транзитивны. Имеется 18 вариантов, при этом 6 имеют треугольные грани, не соединяющиеся ребро-к-ребру, и ещё 6 состоят из четырёхугольников с двумя параллельными рёбрами (трапеций). Приведённая симметрия предполагает, что все грани выкрашены в один цвет.
|                      |                            |                            |                           |                            |                            |                 |
| Квадрат p4m, (*442)  | Четырёхугольник p4g, (4*2) | Прямоугольник pmm, (*2222) | Параллелограмм p2, (2222) | Параллелограмм pmg, (22*)  | Ромб cmm, (2*22)           | Ромб pmg, (22*) |
|                      |                            |                            |                           |                            |                            |                 |
| Трапеция cmm, (2*22) | Трапеция cmm, (2*22)       | Четырёхугольник pgg, (22×) | Дельтоид pmg, (22*)       | Четырёхугольник pgg, (22×) | Четырёхугольник p2, (2222) |                 |

|                           |                           |                           |                             |                             |                             |
| Равнобедренный pmg, (22*) | Равнобедренный pgg, (22×) | Равнобедренный pgg, (22×) | Неравносторонний pgg, (22×) | Неравносторонний pgg, (22×) | Неравносторонний p2, (2222) |

## Упаковка кругов
Квадратную мозаику можно использовать для упаковки кругов, если размещать круги одинакового диаметра с центрами в вершинах квадратов. Каждый круг соприкасается с четырьмя другими кругами упаковки (контактное число). Плотность упаковки равна {\displaystyle \pi /4\approx 78{,}54\%}. Существует 4 однородных раскраски упаковки кругов.
|  |  |  |  |

## Связанные правильные комплексные бесконечноугольники
Существует 3 правильных комплексных апейрогона, имеющих те же вершины, что и квадратная мозаика. Правильные комплексные апейрогоны имеют вершины и рёбра, при этом рёбра могут содержать 2 и более вершин. Правильные апейрогоны p{q}r ограничены выражением 1/p + 2/q + 1/r = 1. Здесь предполагается, что рёбра содержат p вершин, а вершинная фигура r-гональна.
| Самодвойственные | Двойственные | Двойственные |
| ---------------- | ------------ | ------------ |
|                  |              |              |
| 4{4}4 или        | 2{8}4 или    | 4{8}2 или    |